# Rogelio R. Sikat
Rogelio R. Sikat (cunoscut și ca Rogelio Sícat) (n. 26 iunie 1940 - d. 26 iulie 1997) a fost un scriitor, traducător și pedagog filipinez.